# William Lincoln
William Wallace Lincoln (21 tháng 12 năm 1850 - 20 tháng 2 năm 1862) Là con trai thứ ba của Abraham Lincoln và Mary Todd Lincoln. Ông được đặt tên theo tên người anh rể của Mary, tiến sĩ William Wallace.
William Lincoln, còn gọi là Willie Lincoln sinh ngày 21 tháng 12 năm 1850 tại Springfield, bang Illinois, Hoa Kỳ, dưới Willie là em út Tad. Willie và em trai của ông Tad đã được coi là "Hellion khét tiếng" khi họ sống ở Springfield. Họ đã được ghi lại bởi đối tác pháp luật William Herndon Abraham để chuyển văn phòng luật sư của họ lộn ngược: kéo cuốn sách ra khỏi kệ trong khi cha của họ xuất hiện không biết gì về hành vi của họ.

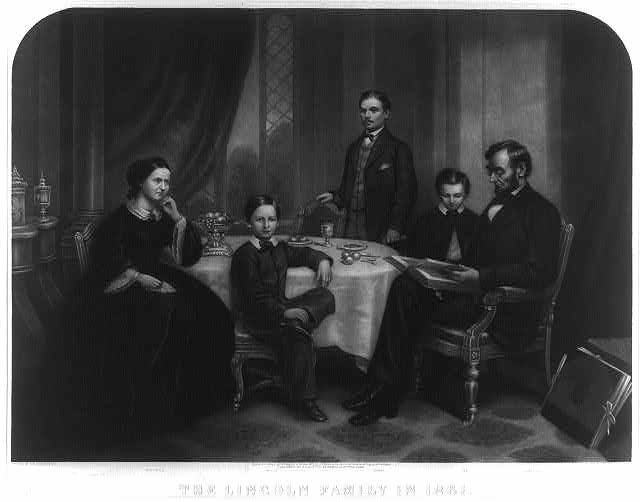
Gia đình Lincoln, năm 1861

Năm 1861, gia đình Lincoln chuyển tới Washington sinh sống. Khi cuộc bầu cử của cha mình, Tổng thống Hoa Kỳ, Willie và Tad chuyển vào Nhà Trắng và nó đã trở thành sân chơi mới của họ. Theo yêu cầu của bà Lincoln, Julia Taft đưa em trai của cô, 12 tuổi gọi là "Bud" và 8 tuổi gọi là "Holly" tới Nhà Trắng và họ trở thành bạn cùng chơi của Willie và Tad.
Vào tháng 2 năm 1862, Willie và Tad trở nên sốt thương hàn. Trong khi Tad không bị ảnh hưởng quá nặng, tình trạng của Willie dao động từ ngày này sang ngày khác. Phần lớn nguyên nhân của bệnh là sốt thương hàn, mà thường được ký hợp đồng tiêu thụ ô nhiễm thực phẩm / nước. Nhà Trắng đã thu hút nước từ sông Potomac, dọc theo đó hàng ngàn binh lính và ngựa cắm trại. Dần dần Willie suy yếu, và cha mẹ của ông đã dành nhiều thời gian ở cạnh giường. Cuối cùng, vào thứ Năm 20 tháng 2 năm 1862, tại 17:00, Willie qua đời. Abraham Lincoln nói, "Cậu bé tội nghiệp của tôi. Willie quá tốt cho trái đất này. Chúa đã gọi Willie về nhà. Tôi biết rằng Willie ở trên trời, nhưng sau đó chúng tôi yêu Willie rất nhiều. Đó là khó khăn, khó khăn để có chết!
Cả hai cha mẹ đã bị ảnh hưởng sâu sắc. Cha ông đã không trở lại làm việc trong ba tuần. em trai của Willie, Tad, khóc cho gần một tháng vì ông và Willie đã tiến rất gần. Lincoln được tạo ra không có mối quan chức trong bốn ngày. Mary đã quá quẫn trí rằng Lincoln lo sợ cho sự tỉnh táo của mình.
Willie được chôn cất tại nghĩa trang Oak Hill tại Georgetown. Sau vụ ám sát cha mình vào năm 1865, quan tài của Willie đã được khai quật và ông đã được chuyển đến một ngôi mộ tạm thời. Ông tái chôn cất tại nghĩa trang Oak Ridge ở Springfield, Illinois vào ngày 19 tháng 9 năm 1871, cùng với phần còn lại của cha và anh trai của ông Eddie, cầm một chiếc khăn tay màu xanh. Tad và Mary Todd Lincoln sau đó đã được chôn trong ngôi mộ cùng ông.